# Turismo rural

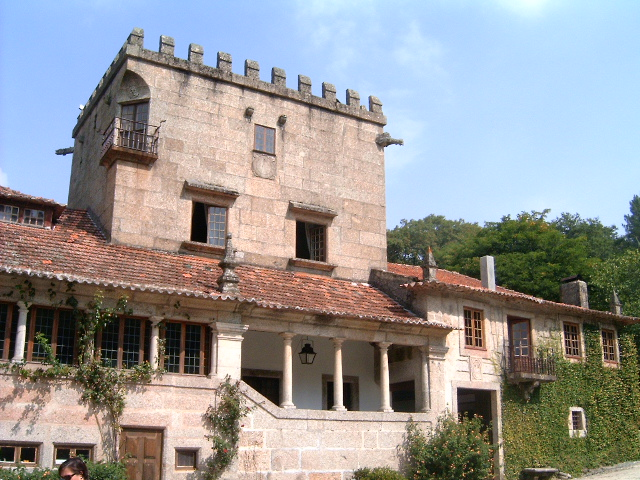
Casa de Turismo Rural no Norte de Portugal

Turismo rural é uma modalidade do turismo que tem, por objetivo, permitir, a todos, um contato mais direto e genuíno com a natureza, a agricultura e as tradições locais, através da hospedagem domiciliar em ambiente rural e familiar.
Desde a década de 1970, como resposta ao aumento e diversificação da procura turística, assim como à procura de soluções para o declínio e desagregação das sociedades rurais, assiste-se ao desenvolvimento do turismo em espaço rural, constituindo-se este como um meio privilegiado de promoção dos recursos existentes nos territórios rurais, um factor de revitalização do tecido económico e social e uma oportunidade para o desenvolvimento destes territórios.
O turismo no espaço rural constitui uma atividade geradora de desenvolvimento económico para o mundo rural quer por si só, quer através da dinamização de muitas outras atividades económicas que, dele, são tributárias e que, com ele, interagem.

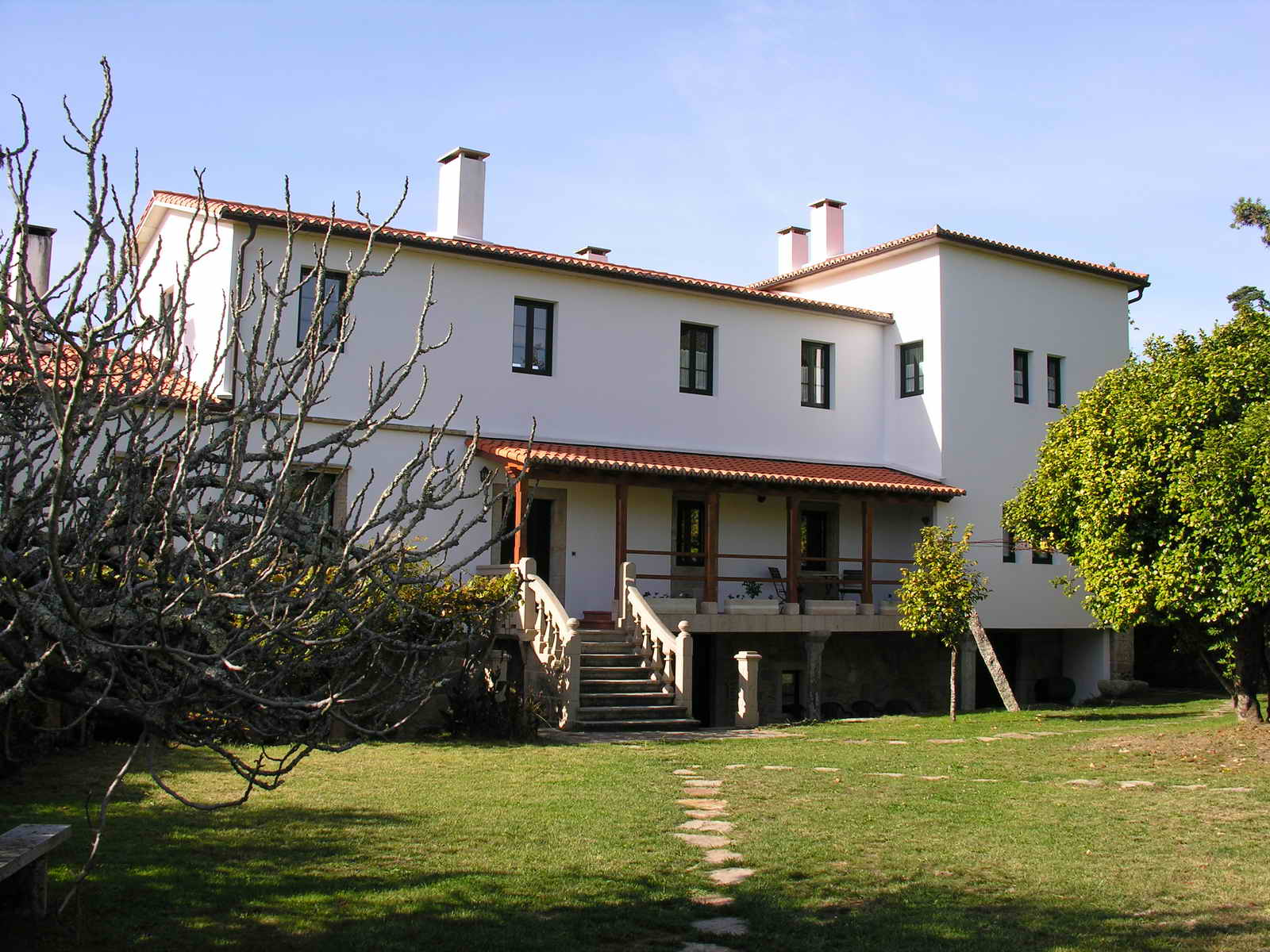
Casa Sueiro de Turismo rural na Espanha

## Atividades turísticas no meio rural
As atividades turísticas no meio rural constituem-se da oferta de serviços, equipamentos e produtos de:
- hospedagem
- alimentação
- recepção à visitação em propriedades rurais
- recreação, entretenimento e atividades pedagógicas vinculadas ao contexto rural
- outras atividades complementares às acima listadas, desde que praticadas no meio rural, que existam em função do turismo ou que se constituam no motivo da visitação.

Nomeadamente, pode apresentar como atração as plantações e culturas em áreas onde as mesmas, porventura, sirvam de referência internacional no chamado agronegócio.
A concepção baseia-se na noção de território, com ênfase no critério da destinação e na valorização da ruralidade. Assim, considera-se, território, um espaço físico, geograficamente definido, geralmente contínuo, compreendendo cidades e campos, caracterizado por critérios multidimensionais, como ambiente, economia, sociedade, cultura, política e instituições, e uma população com grupos sociais relativamente distintos, que se relacionam interna e externamente por meio de processos específicos, onde se pode distinguir um ou mais elementos que indicam identidade cultural e coesão social, cultural e territorial.
Nos territórios rurais, tais elementos manifestam-se, predominantemente, pela destinação da terra, notadamente focada nas práticas agrícolas, e na noção de ruralidade, ou seja, no valor que a sociedade contemporânea concebe ao rural, e que contempla as características mais gerais do meio rural: a produção territorializada de qualidade, a paisagem, a biodiversidade, a cultura e certo modo de vida, identificadas pela atividade agrícola, a lógica familiar, a cultura comunitária, a identificação com os ciclos da natureza.

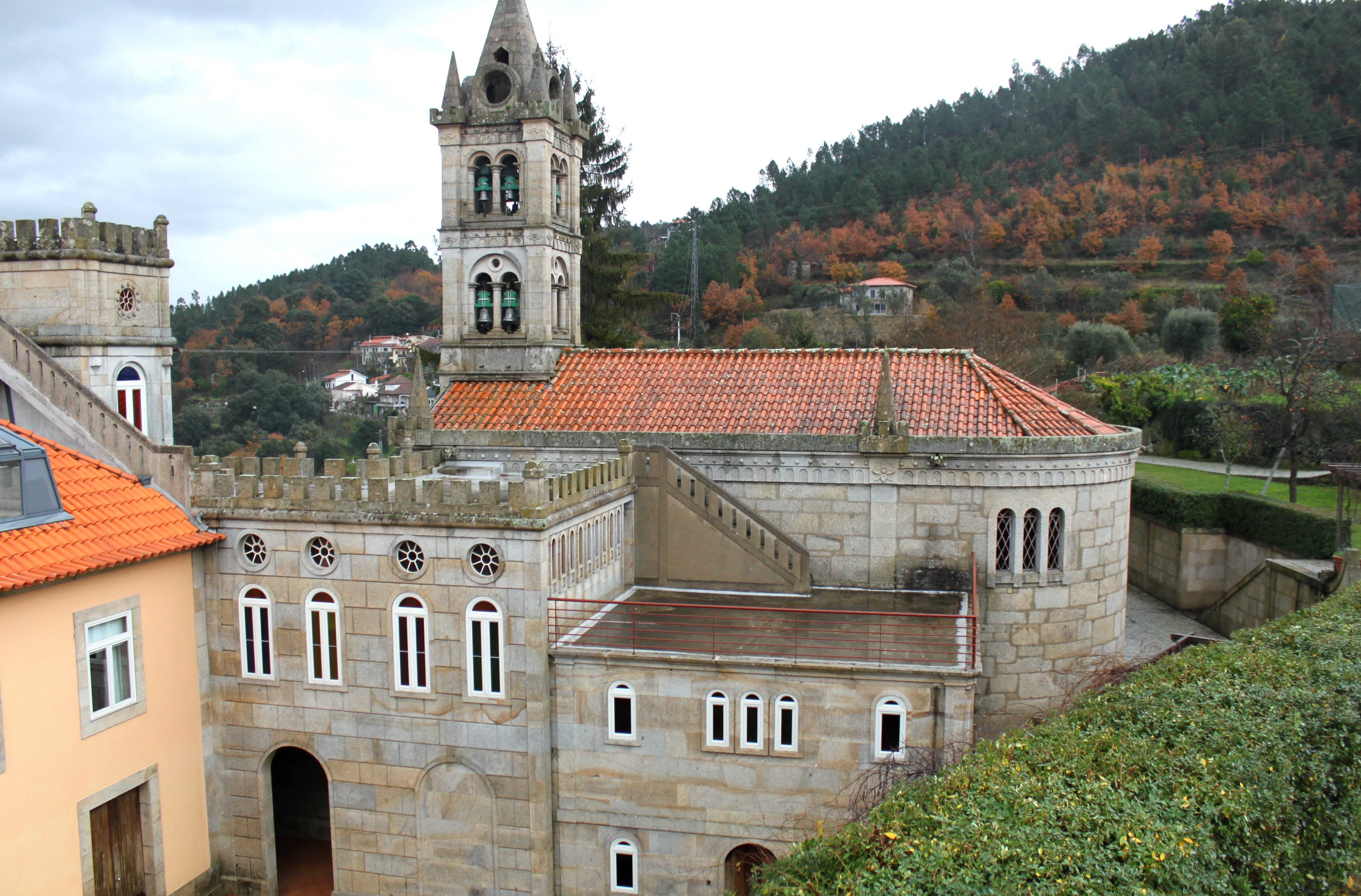
Casa da Calçada - Cinfães (Douro)

O comprometimento com a produção agropecuária identifica-se com a ruralidade: um vínculo com as coisas da terra. Desta forma, mesmo que as práticas eminentemente agrícolas não estejam presentes em escala comercial, o comprometimento com a produção agropecuária pode ser representado pelas práticas sociais e de trabalho, pelo ambiente, pelos costumes e tradições, pelos aspectos arquitetônicos, pelo artesanato, pelo modo de vida considerados típicos de cada população rural.
A prestação de serviços relacionados à hospitalidade em ambiente rural faz com que as características rurais passem a ser entendidas de outra forma que não apenas focadas na produção primária de alimentos. Assim, práticas comuns à vida campesina, como manejo de criações, manifestações culturais e a própria paisagem passam a ser consideradas importantes componentes do produto turístico rural e, consequentemente, valorizadas e valoradas por isso.
A agregação de valor também faz-se presente pela possibilidade de verticalização da produção em pequena escala, ou seja, beneficiamento de produtos in natura, transformando-os para que possam ser oferecidos ao turista, sob a forma de conservas, produtos lácteos, refeições e outros.
O turismo rural, além do comprometimento com as atividades agropecuárias, caracteriza-se pela valorização do patrimônio cultural e natural como elementos da oferta turística no meio rural. Assim, os empreendedores, na definição de seus produtos de Turismo Rural, devem contemplar, com a maior autenticidade possível, os fatores culturais, por meio do resgate das manifestações e práticas regionais (como o folclore, os trabalhos manuais, os "causos", a gastronomia), e primar pela conservação do ambiente natural.
No campo do desenvolvimento econômico, o turismo rural só produziria atividades quando localizado em núcleos próximos a grandes cidades ou em locais com atrativos especiais. Porém, os problemas resultantes da massificação do turismo rural podem ser muitos, como por exemplo, a localização pontual, impactos ambientais graves, abandono de atividades agropecuárias e excessiva terceirização da atividade econômica.
O setor público vem ganhando importância na geração de ocupações não agrícolas no meio rural, seja diretamente, por meio da administração pública, seja por meio dos serviços sociais por ela prestados.

## Hotel-fazenda

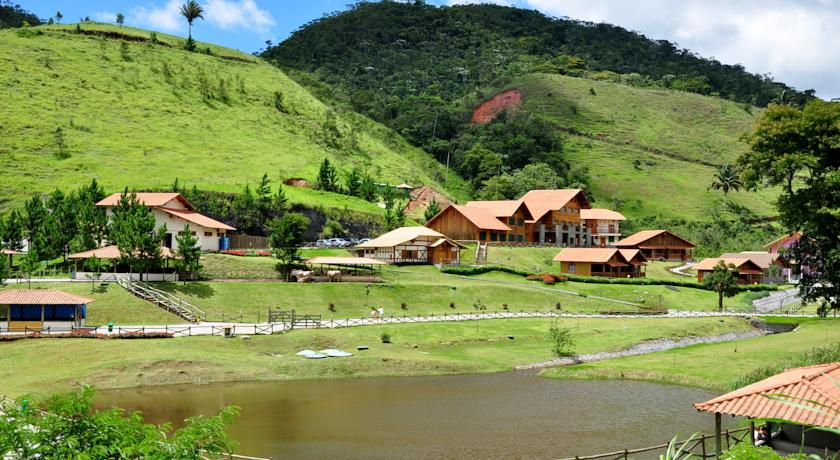
Hotel-fazenda em Teresópolis, no Rio de Janeiro.

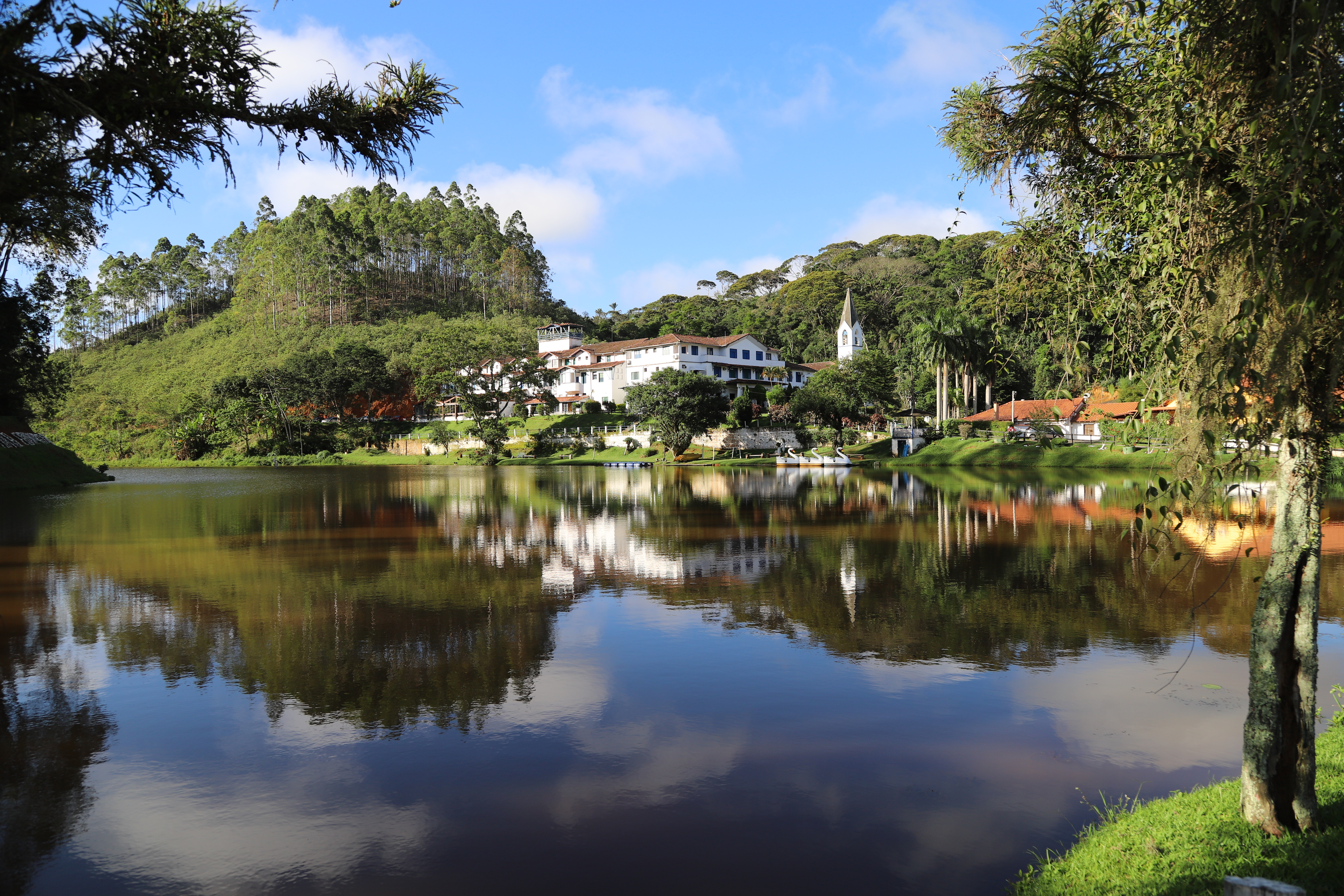
Hotel Fazenda Santa Bárbara em Engenheiro Paulo de Frontin, Rio de Janeiro.

Um hotel-fazenda é um estabelecimento comercial de hospedagem localizado sempre na zona rural e destinado ao lazer, recreação, eventos etc. Podemos dizer ainda que é um local de hospedagem localizado em ambiente rural, dotado de exploração agropecuária, que ofereça entretenimento e vivência do campo. Na Cartilha de Orientação Básica do Cadastur, também do Ministério do Turismo, a definição adotada para um hotel fazenda é: um "hotel instalado em uma fazenda, ou outro tipo de exploração agropecuária, e que ofereça vivência do ambiente rural".
Os hotéis-fazenda, podem ser situados em propriedades rurais, adaptados de antigas estruturas originais de sedes de fazendas, nas quais foram conservados aspectos históricos de ciclos econômicos e de culturas agrícolas. Nesses casos, o turista desfruta de instalações modernizadas, do cenário típico da época e de atividades programadas para um hotel, com todos os equipamentos e serviços. Voltado também à prática de atividades recreacionais campestres e contato com a natureza.
Também podem ser totalmente novos, construídos mais para descanso e lazer, com infraestrutura instalada para a prática de vários esportes (piscina, quadra de tênis, campo de futebol, etc), arborismo, cavalariças e outros elementos típicos da vida no campo.
É bastante comum a utilização desta nomenclatura em hotéis com estrutura de lazer (uma outra categoria). No entanto, é possível verificar na bibliografia sobre o tema, que a expressão "Turismo Rural" aplica-se na presença de atividades rurais como atrativos do meio de hospedagem, uma vez que o tema evoca um vivência em atividades típicas deste e que subentende-se que o turista as associa à expressão.

## Agroturismo
O agroturismo é uma das diferentes modalidade de turismo no meio rural (em Portugal, no Brasil e outros), praticada por famílias de agricultores dispostos a compartilhar seu modo de vida com os habitantes do meio urbano.
É conhecido que os agricultores, que oferecem serviços de qualidade, valorizam e respeitam como ninguém o meio ambiente e obviamente a ruralidade, assim como a cultural local ou tradicional. Assim, neste tipo de turismo, perante os órgãos oficiais e governamentais dos respectivos países, comprometem-se a dar conhecer, aos seus hóspedes, esse estar e saber. E, para tal, ficam "obrigados" a permitir que os de fora, que ficam em suas quintas rurais, executem as mesmas tarefas agrícolas em conjunto com eles. É esta última particularidade que se distingue das restantes modalidades de turismo rural.
Neste contexto, o agroturismo constitui uma atividade não agrícola caracterizada pelo ponto de vista estritamente geográfico em zonas rurais, externas às propriedades agropecuárias da região onde se instalam. Sendo assim, nada têm a ver com as rotinas cotidianas da produção, constituindo-se, ao contrário, num mundo à parte.
Em muitos dos casos, o agroturismo é associado a atividades de agroecologia, ecoturismo ou educação ambiental, mas nem sempre, já que são coisas distintas e apenas porventura complementares em alguns países (não em Portugal).
O agroturismo ajuda a estabilizar a economia local, criando empregos nas atividades indiretamente ligadas à atividade agrícola e ao próprio turismo, como comércio de mercadorias, serviços auxiliares, construção civil, entre outras, além de abrir oportunidades de negócios diretos, como hospedagem, lazer e recreação. Com relação aos benefícios ambientais, pode-se mencionar o estímulo à conservação ambiental e à multiplicação de espécies de plantas e animais, entre outros, pelo aumento da demanda turística. Economicamente, pode-se mencionar, como exemplo de vantagens associadas ao agroturismo, a possibilidade de agregar valor aos produtos agrícolas do estabelecimento e a instalação de indústrias artesanais, por exemplo para a produção de alimentos regionais típicos. Além disso, desperta a atenção para o manejo, conservação e recuperação de áreas degradadas e da vegetação florestal e natural.

## Turismo rural no Brasil
Segundo o documento do Ministério do Turismo do Brasil, "Diretrizes para o Desenvolvimento do Turismo Rural", a conceituação de Turismo Rural fundamenta-se em aspectos que se referem ao turismo, ao território, à base econômica, aos recursos naturais e culturais e à sociedade. Com base nesses aspectos, e nas contribuições dos parceiros de todo o País, define-se turismo rural como:
"o conjunto de atividades turísticas desenvolvidas no meio rural, comprometido com a produção agropecuária, agregando valor a produtos e serviços, resgatando e promovendo o patrimônio cultural e natural da comunidade".
No Brasil, são muito procurados o turismo rural em fazendas centenárias de Minas Gerais e do Rio de Janeiro, como também passeios equestres no Pantanal Matogrossense e trilhas em fazendas históricas do interior paulista.
Algumas universidades brasileiras oferecem, na graduação, a disciplina de turismo rural. Como é o caso do curso de graduação em zootecnia.

## Turismo rural em Portugal
Em Portugal, o turismo rural foi criado em 1986 com a regulamentação do Decreto-Lei n.º 256/86 de 27 Agosto, sendo institucionalizadas três modalidades: turismo habitação, turismo rural e agroturismo.
- O turismo de habitação caracteriza-se por solares, casas apalaçadas ou residências de reconhecido valor arquitectónico, com dimensões adequadas, mobiliário e decoração de qualidade.
- O turismo rural (hoje substituída a designação por casas de campo) são casas particulares e casas de abrigo situadas em zonas rurais que prestam um serviço de hospedagem, quer sejam ou não utilizadas como habitação própria dos seus proprietários.
- O agroturismo caracteriza-se por casas de habitação ou os seus complementos integrados numa exploração agrícola, caracterizando-se pela participação dos turistas em trabalhos da própria exploração ou em formas de animação complementar.

A definição apresentada pela Direcção-Geral do Turismo, que se encontra no Decreto-Lei 54/2002, designa-o por Turismo no Espaço Rural e descreve-o desta forma: "Consiste no conjunto de actividades, serviços de alojamento e animação a turistas, em empreendimentos de natureza familiar, realizados e prestados mediante remuneração, em zonas rurais." (art. 1.º, Decreto-Lei n.º 55/2002, de 2 de Abril).
Por zonas rurais, são consideradas todas "as áreas com ligação tradicional e significativa à agricultura ou ambiente e paisagem de carácter vincadamente rural" (art. 3.º, Decreto-Lei n.º 55/2002, de 2 de Abril).
Por serviços de alojamento, compreende-se aqueles que são prestados na modalidade de: turismo de habitação, agroturismo, casas de campo, turismo de aldeia, hotéis rurais e parques de campismo rurais.
O Decreto Lei 15/2014, de 23 de Janeiro veio trazer alterações significativas ao conceito e classificação de Turismo em Espaço Rural:
Pela nova definição, "são empreendimentos de turismo no espaço rural os estabelecimentos que se destinam a prestar, em espaços rurais, serviços de alojamento a turistas, preservando, recuperando e valorizando o património arquitectónico, histórico, natural e paisagístico dos respectivos locais e regiões onde se situam, através da reconstrução, reabilitação ou ampliação de construções existentes, de modo a ser assegurada a sua integração na envolvente".
Os empreendimentos de turismo no espaço rural podem ser classificados nos seguintes grupos: (i) casas de campo; (ii) agroturismo; (iii) hotéis rurais.
Esta classificação é recente, pelo que muitos dos empreendimentos existentes ainda adoptam a classificação anterior.

## Turismo Rural em Assentamentos
Na atualidade pode ser observado a modalidade de turismo rural em assentamentos de reforma agrária, em linhas gerais, o conceito do turismo é o mesmo, no entanto há uma expansão para a trajetória de vida e origem das famílias que moram no meio rural.
O Turismo Rural em Assentamentos além de evocar os hábitos do campo, os falares, fazeres, pensares e dizeres, traz também para o visitante os aspectos de luta pela posse de terra vivenciado pela comunidade receptora. Pela linha patrimonial os visitantes podem conhecer os históricos de ocupações, acampamentos e reforma agrária que vivenciaram os anfitriões e conhecer as marcas deixadas na memória.
Essa modalidade de turismo auxilia na mitigação do êxodo rural , oportuniza a fixação do jovem no campo, gera divisas para as famílias assentadas e auxilia na preservação e disseminação do seu patrimônio cultural rural.
Algumas atividades, entendidas como turismo no espaço rural, também são desenvolvidas nas propriedades, como o Turismo de Pesca, Turismo Pedagógico, Cicloturismo, Turismo Patrimonial e outras atividades temáticas que podem ser realizadas no meio rural.

## Turismo rural em números
O TER foi lançado experimentalmente em Portugal em 1978 sob a forma de turismo de habitação em quatro áreas piloto – Ponte de Lima, Vouzela, Castelo de Vide e Vila Viçosa –, tendo sido posteriormente alargado à totalidade do território nacional. Desde então, não sem algumas hesitações e dificuldades, o TER tem vindo a assumir uma expressão cada vez mais importante no país.
Em 2011, Portugal dispunha de cerca de 1000 alojamentos de TER, cerca de 5% da oferta total europeia. As zonas Norte, Centro e o Alentejo concentram 95% da oferta.
As dormidas em alojamentos rurais entre 2003-10 cresceram 7%, valor acima da média nacional. Em 2010, registou-se uma procura de 800 mil dormidas, o que corresponde a 2,1% do total no país.
Alemanha e Espanha são os principais mercados emissores, seguidos do Reino Unido, Holanda e França.
No entanto, o perfil da procura rural internacional em Portugal varia por região do país.
O estrangeiro é um turista adulto (>35 anos) de elevado poder de compra e que procura bom clima, natureza e contacto com a cultura local.
A ocupação média anual da oferta de Portugal é baixa, próxima a 18%, face a uma média europeia de 25%.
A ocupação mensal oscila entre 8% (Janeiro) e 24% (Agosto). Durante a semana, a procura concentra-se entre sexta e domingo, sendo que o tempo de permanência dos hóspedes estrangeiros nos segmentos acima de 3 noites é superior aos dos nacionais.
Esta ocupação média anual apresenta fortes diferenças regionais.
O norte de Portugal é uma Região rica em recursos naturais, paisagísticos, culturais e humanos, que constituem a base de uma oferta turística variada. Nos últimos anos, tem-se assistido a um crescimento contínuo e sustentado dos indicadores de desempenho turístico, com as chegadas internacionais a marcar uma forte presença.
Porém, este crescimento enfrenta agora uma conjuntura internacional complexa, que deve ser enquadrada num contexto de forte concorrência, a qual tem levado a que os destinos apostem no incremento da sua atratividade através de melhores infraestruturas e de níveis de excelência na qualidade dos serviços oferecidos.